# Taroudant
Tlite (en àrab تارودانت, Tārūdānt; en amazic ⵜⴰⵔⵓⴷⴰⵏⵜ) és un municipi de la província de Taroudant, a la regió de Souss-Massa, al Marroc. Segons el cens de 2014 tenia una població total de 80.149 persones. Es troba la vall del Sus (a 4 km de la seva riba dreta) al sud de país i a 83 km a l'est d'Agadir a la carretera a Ouarzazate i cap al desert del Sàhara al sud de Marràqueix. És anomenada "l'àvila de Marràqueix" perquè s'assembla a aquesta ciutat per les muralles. A l'inici de la dinastia sadita fou la seva capital fins que es van traslladar a Marràqueix. La ciutat té artesania de joies, estores i altres. Quasi tota la ciutat és dins les muralles, i fora s'ha desenvolupat un barri a l'entorn del campus universitari de la facultat de la Universitat Ibn Zohr d'Agadir.

## Història
Va passar als almoràvits el 1030 i un segle després als almohades. El sultà sadita Ahmad al-Araj va establir la base del seu poder a Tarudant al segle xvi. El 1912/1913 fou la seu del pretendent al tron Ahmad al-Hiba fins que el 1917 els francesos hi van establir la seva autoritat. A la meitat del segle xx Tarudant fou sobrepassada com a lloc principal del Sus per Agadir però va restar important com a mercat agrícola. El 1950 tenia 12.900 habitants (900 jueus); el 1980 hi vivien uns 25.000 habitants (els jueus ja havien emigrat a Israel).

## Agermanaments
- Rumans (1994)

## Galeria

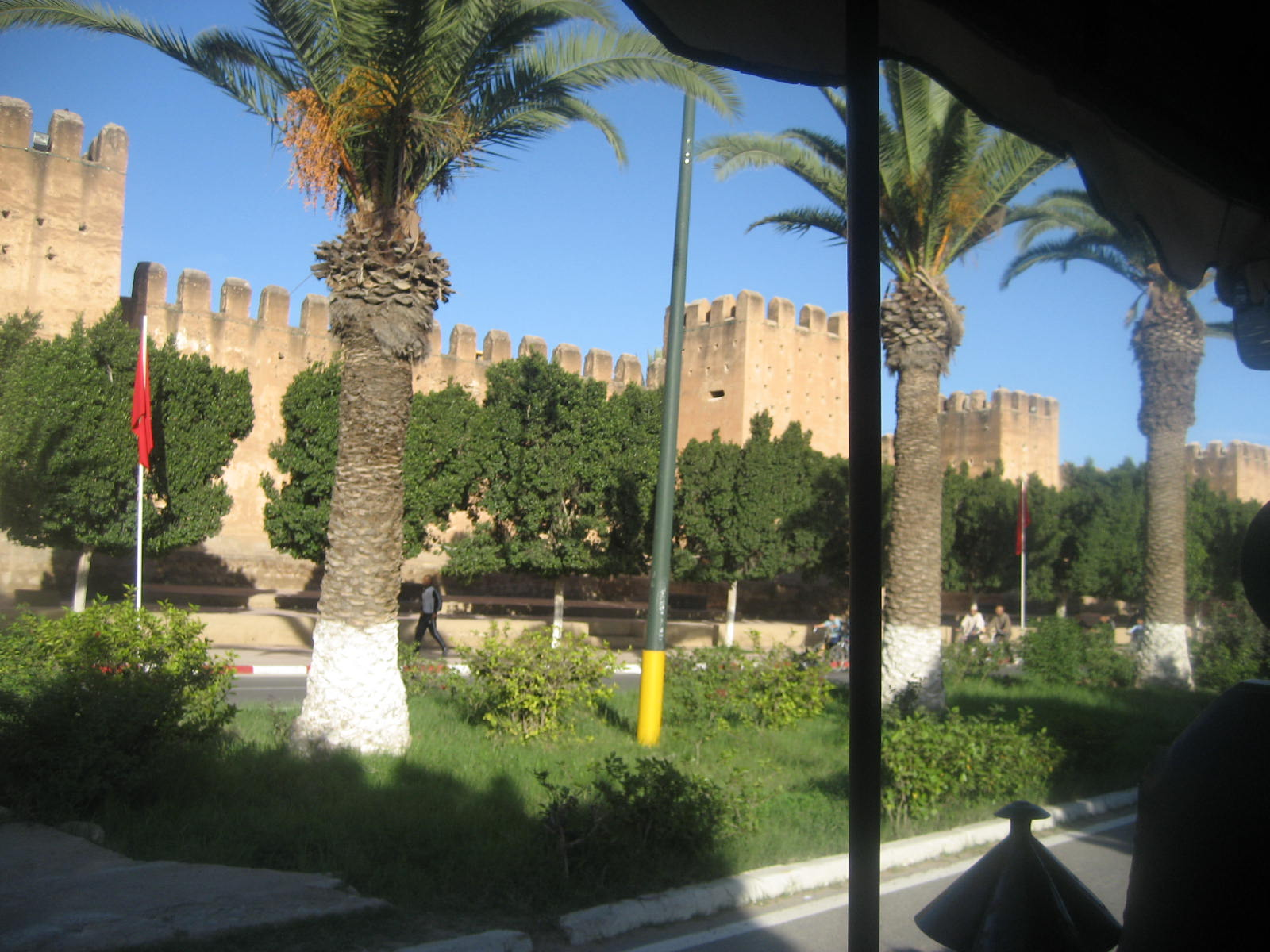
Vista de la muralla
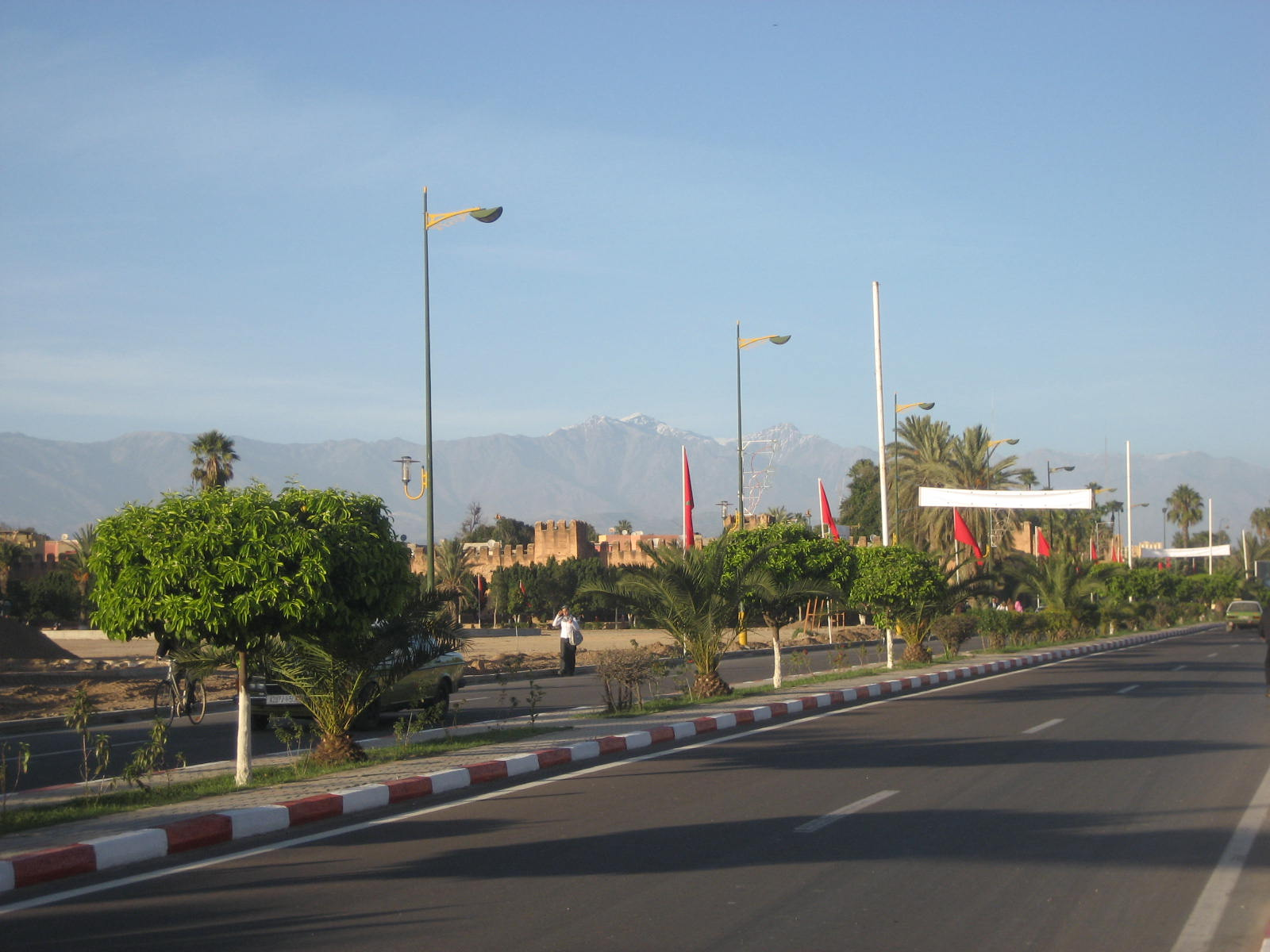
Vista de l'Alt Atles
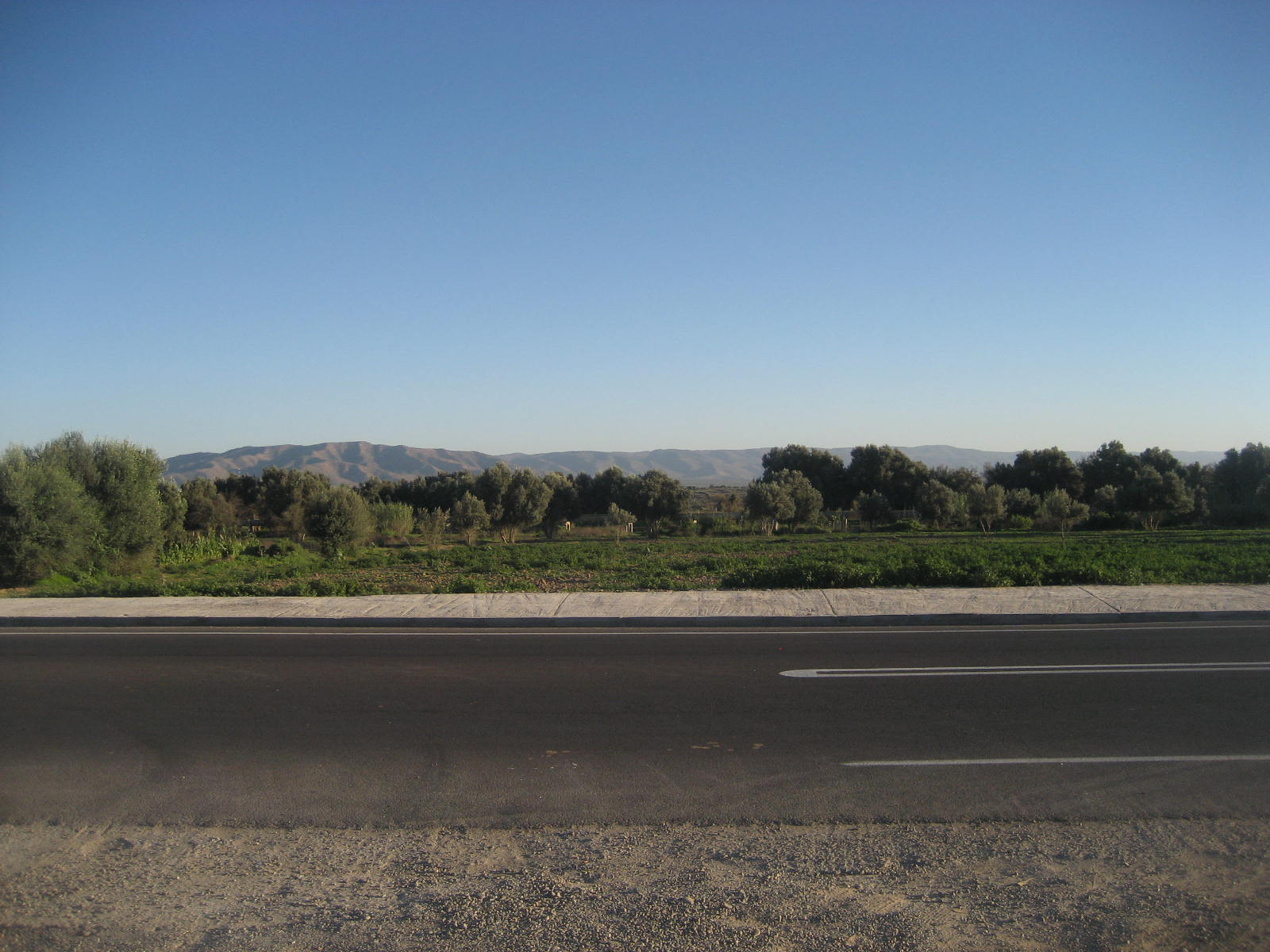
Vista des de l'Anti Atles
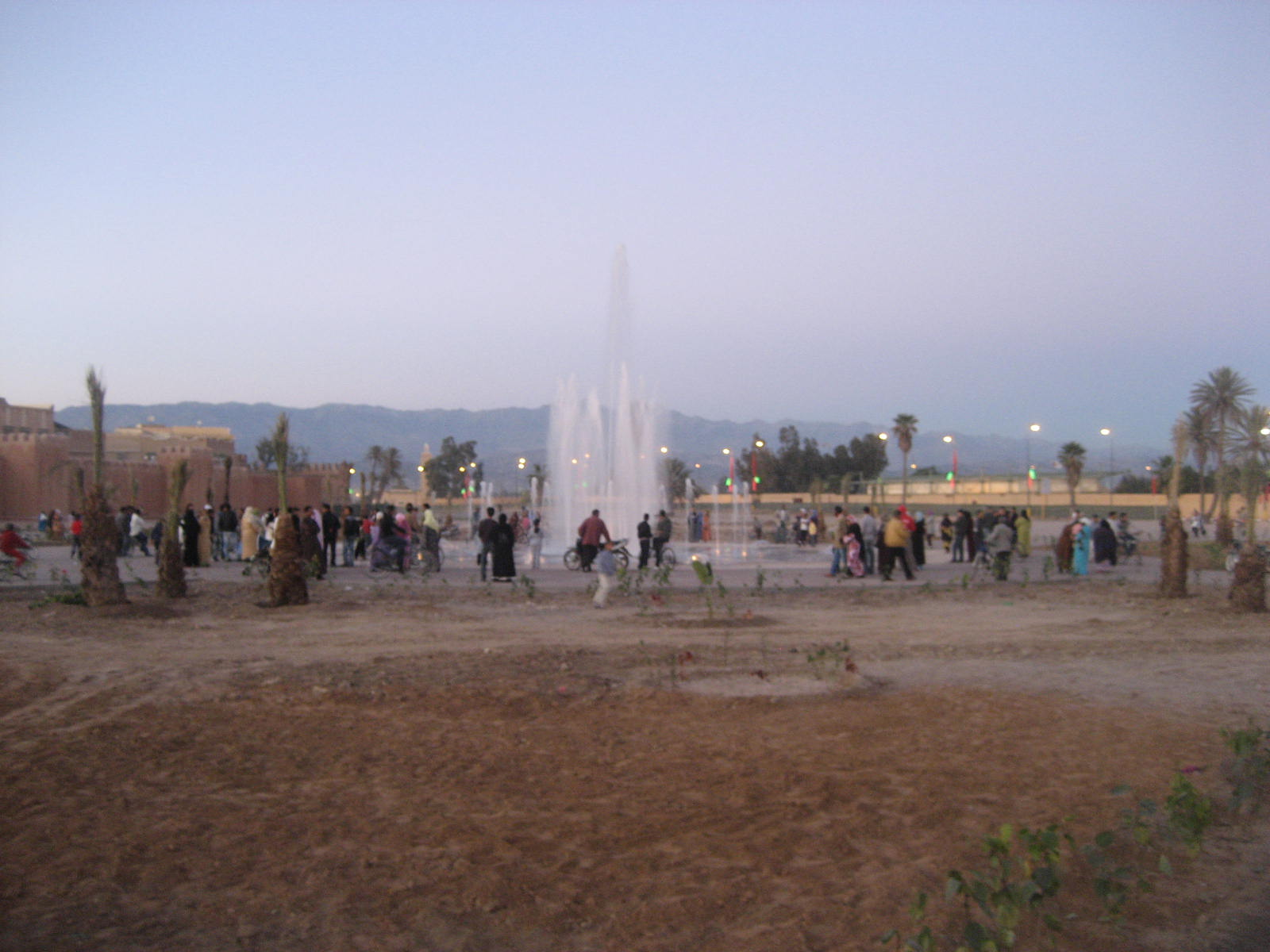
Vista de la nova font de la vila